# Минаретско неолитно селище
Минаретското неолитно селище (на гръцки: Τούμπα Σιταγρών) е археологически обект, разположен между зъхненските села Минаре (Ситагри) и Фотилово (Фотоливос), Егейска Македония, Гърция.
Селището е разположено в Драмското поле. Разкрито е при разкопки в 1968 – 1969 година. Селището е имало 5 строителни фази, датиращи от късния неолит (Ι – ΙΙΙ) и ранната бронзова епоха (ΙV – V). Калибрирано радиовъглеродно датиране определя неолитната фаза между 5500 – 3500 пр. Хр., а раннобронзовата между 3500 – 2200 пр. Хр.
Във фази Ι – ΙΙΙ са разкопани правоъгълни къщи, изградени от вертикално поставени дървета и клони, измазани с глина и слама отвътре и отвън. Във вътрешността са открити конструкции за приготвяне на храна. Населението се е препитавало с отглеждане на животни и лов – открити са останки от 27 диви животни. Занимавали са се и с тъкане на лен и вълна и кошничарство. Открити са глинени фигурки и керамика, която включва вази с графитена декорация, разпространена в Източна Македония и изобщо Югоизточните Балкани. Популярна е и чернорисувана декорация на червени вази. Подобна декорация имат и антропоморфните и зооморфните фигурки.
Във фаза ΙΙΙ (4600 – 3500 пр. Хр.) са датирани мъниста от мед (1) и злато (1), две игли – една със спирална глава – и глинен тигел за топене на метал. Това са едни от най-ранните индикатори за металообработване в региона.